# 京都人文学園
京都人文学園（きょうとじんぶんがくえん）は、第二次世界大戦直後の1946年、京都において設立された民間教育運動のひとつである。

## 概要
富国強兵策に基づき「教育勅語」を規範として進められた戦前日本の教育は、第二次世界大戦で敗れた後、連合国軍最高司令官総司令部 (GHQ) の教育改革政策の下で、「教育基本法」により抜本的な民主化をめざした。京都人文学園は、新学制が整備を見るまでの過渡期に各地に興った民間教育運動のひとつで、戦争で軍隊、工場、農村に動員され学業を奪われた青年男女の再教育を意図した。
堀江友広の資金で、人文主義による人間教育を軸とした思考と行動の一致する世界市民の育成をめざし、住谷悦治、新村猛、久野収、青山秀夫、佐々木時雄らを中心として主に京都大学と兼任の教師陣を結集し、1946年、京都御所脇の仏教会館を仮校舎として開校した。
もっぱら一般教育（一般教養）を教科内容とする3ヵ年制の各種学校で、自学を重視し、大幅な生徒自治、男女共学、無試験（レポート制）、無規則、無処罰等、革新的な教育活動を試みた。
開校翌年から応募生徒は減少し財政を圧迫、篤志家の寄付で校舎を獲得し解散を免れたが、1950年、閉校に追い込まれた。1949年、勤労青年を対象に同校舎で夜間部を発足させ教育理念を受け継ぎ、8年後に社団法人京都勤労者学園として存続。また、赤字財政補填事業として1951年に開設した予備校賀茂川学園は、関西文理学院となる。